# 1931 en Lorraine
Chronologie de la Lorraine
- 1927
- 1928
- 1929
- 1930
- 1931
- 1932
- 1933
- 1934
- 1935

Cette page est une liste d'événements qui se sont produits durant l'année 1931 en Lorraine.

## Éléments de contexte
- De 1929 à 1934 est édifiée la ligne Maginot destinée à protéger la frontière de la France d'une attaque allemande[1].

## Événements

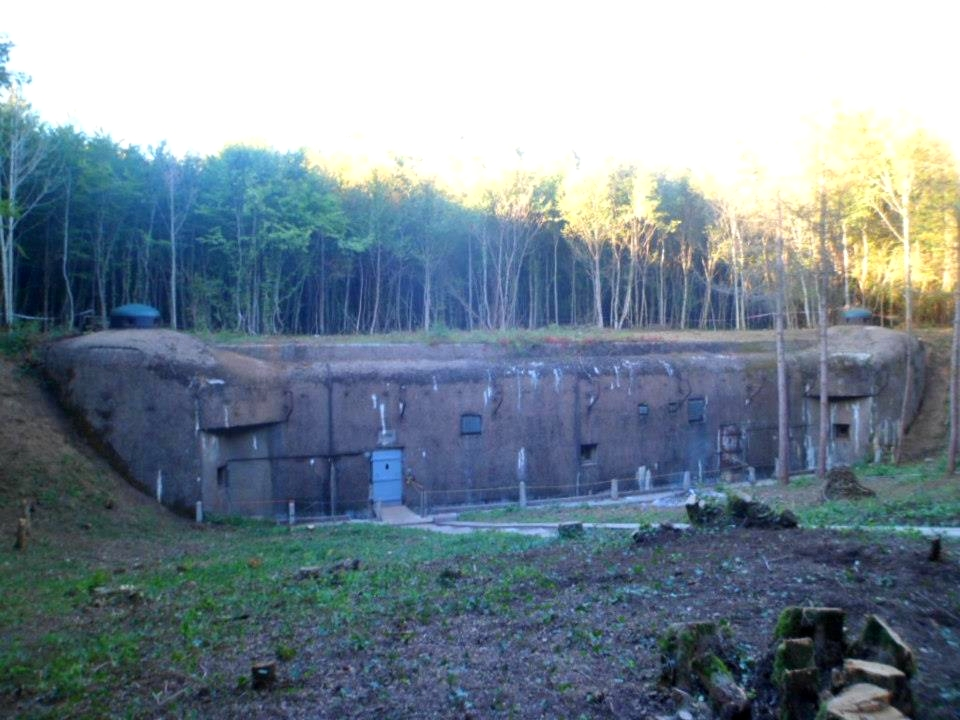
Abri du Gros Bois.

- Création du quotidien L'Avenir lorrain par Alexandre Dreux[2].
- Lucien Genot, membre de la société de tir de Nancy est vice-champion du monde de l'épreuve 50 mètres couché[3].
- Création de la ville-usine de Bataville en Moselle[4].
- Ouvertures, de la mine de Bazailles et de la mine de Bure. Fermeture de la Mine Saint-Jean à Pont-Saint-Vincent[5].
- Début des travaux de construction de l'abri du Gros-Bois[6].

- 2 mars : le pilote lorrain Chistian Moench achève avec Joanny Burtin un Paris-Tokyo-Paris en avion . Ils parcourent 35000 kilomètres en 250 heures effectives de vol[7].
- 11 mai : inauguration de la ligne de chemin de fer directe entre Paris et Metz via Lérouville[8].
- 23 juillet : la 21e étape du tour de France arrive à Metz. Le départ avait été donné à Colmar[9].
- 24 juillet : le tour de France part de Metz en direction de Charleville[9].
- 28 octobre : Moench et Burtin relient Paris à Tananarive en 6 jours avec un avion rempli de courrier[10].

## Inscriptions ou classement aux titre des monuments historiques

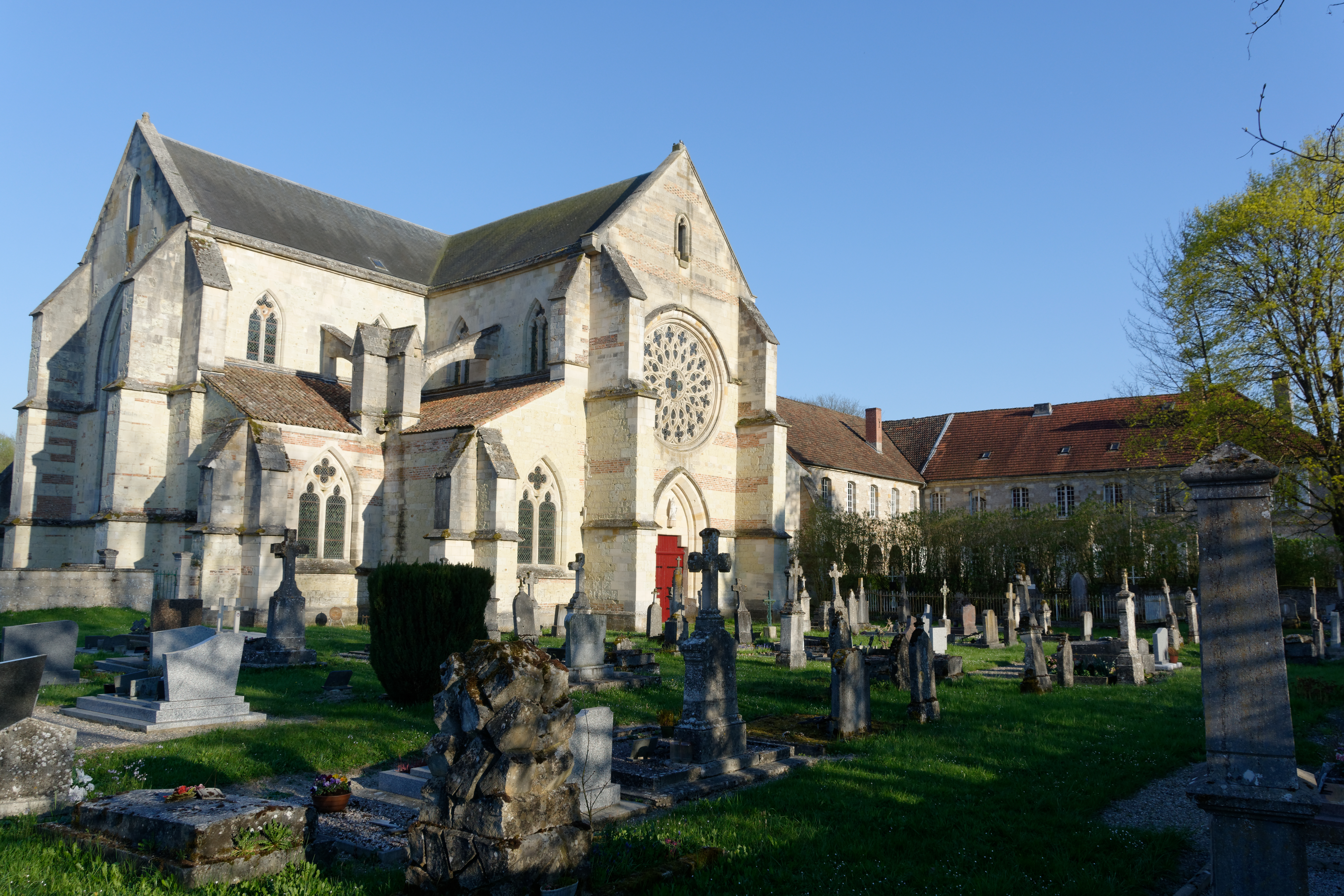
Abbaye de Lachalade.

- Presbytère de Lay-Saint-Christophe[11]
- Abbaye de Lachalade[12]
- Abbaye Notre-Dame d'Autrey[13]
- Commanderie de Robécourt[14]

## Naissances

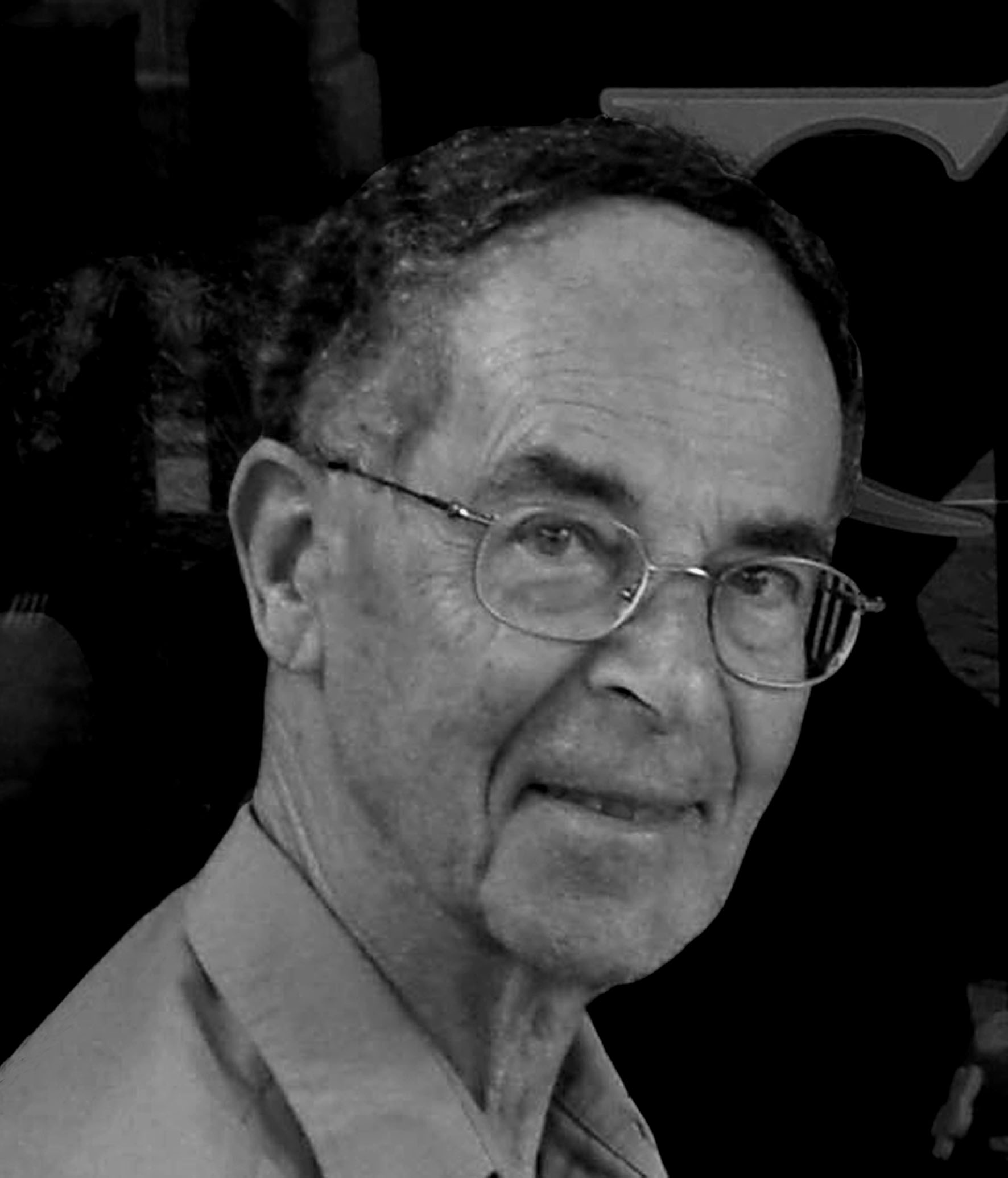
Michel Picard, juillet 2018.

- Simone Prouvé née en 1931 à Nancy, artiste tisserande française.
- 15 février à Nancy : Job Durupt, mort le 15 mars 2017 à Nancy (Meurthe-et-Moselle)[15], architecte, homme politique français, député de Meurthe-et-Moselle et conseiller régional de Lorraine, membre du PS puis du MDC.
- 25 février à Nancy : Alain Larcan[16], mort le 10 mai 2012[17], médecin et homme politique français.
- 27 février : Georges Colin, décédé le 17 juin 2014 à Reims, homme politique français, membre du PS[18], cofondateur du CERES.
- 26 mars à Laxou : Philippe Vichard[19], mort le 12 juillet 2008 (à 77 ans)[20] à Besançon[21], est un médecin, chirurgien français. Il fut président de l'Académie nationale de chirurgie en 2008.
- 29 avril à Commercy : Yves Quéré[22], physicien français, membre de l'Académie des sciences.
- 6 mai à Rosières-aux-Salines : Jean Valroff, enseignant et homme politique français membre du Parti socialiste.
- 13 mai à Montois-la-Montagne : Maurice Jeandon, mort le 4 janvier 2006, conseiller financier et homme politique français. Il a donné son nom à l'ancienne Rue de l'Épargne de Saint-Dié.
- 1 juin à Metz : Paul Bladt, syndicaliste et homme politique français.
- 20 juin à Vittel : Michèle Monty, de son vrai nom Micheline Marie Cécile Larrère, actrice de cinéma[23], comédienne de théâtre[24] et poétesse[25] française, morte le 11 décembre 1993 à Paris[26]. Elle rencontre d'abord le succès au théâtre de la Michodière en 1950 dans la pièce Bobosse d'André Roussin pour ses rôles d'Anne-Marie et de Gilberte[27], puis joue dans plusieurs longs métrages durant les années 1950 parmi lesquels Olivia et Capitaine Pantoufle.
- 21 juillet à Étain (Meuse) : Michel Vannier (dit Brin d'Osier), décédé le 28 juin 1991 à Fragnes en Saône-et-Loire, joueur français de rugby à XV évoluant au poste d'arrière.
- 7 août à Hayange : Charly Oleg, de son vrai nom Charles Olejniczak, musicien et animateur de télévision français d'origine polonaise.
- 15 août à Nancy : Michel Picard, professeur, écrivain et critique littéraire.
- 20 octobre à Metz : Jean-Claude Kuhnapfel, footballeur français. Il a évolué au poste de défenseur du début des années 1950 au début des années 1960, puis il s'est reconverti en entraîneur dans le milieu des années 1960 et dans le milieu des années 1980.
- 25 octobre à Nancy : Françoise Rachmühl, née Françoise Mora , écrivaine, nouvelliste, romancière et conteuse française.
- 16 décembre à Piennes : Anne-Marie Blanc, morte le 15 décembre 2022 à Saïx, romancière française, dont l’œuvre s'inspire du Pays Haut.
- 20 décembre à Piennes : Guelso Zaetta, mort le 20 avril 2025, footballeur français, qui évolue au poste d'attaquant au SCO Angers.
- 26 décembre à Étain (Meuse) : Roger Mario Piantoni, mort le 26 mai 2018 à Nancy (Meurthe-et-Moselle)[28], footballeur international français d’origine Italienne.

## Décès

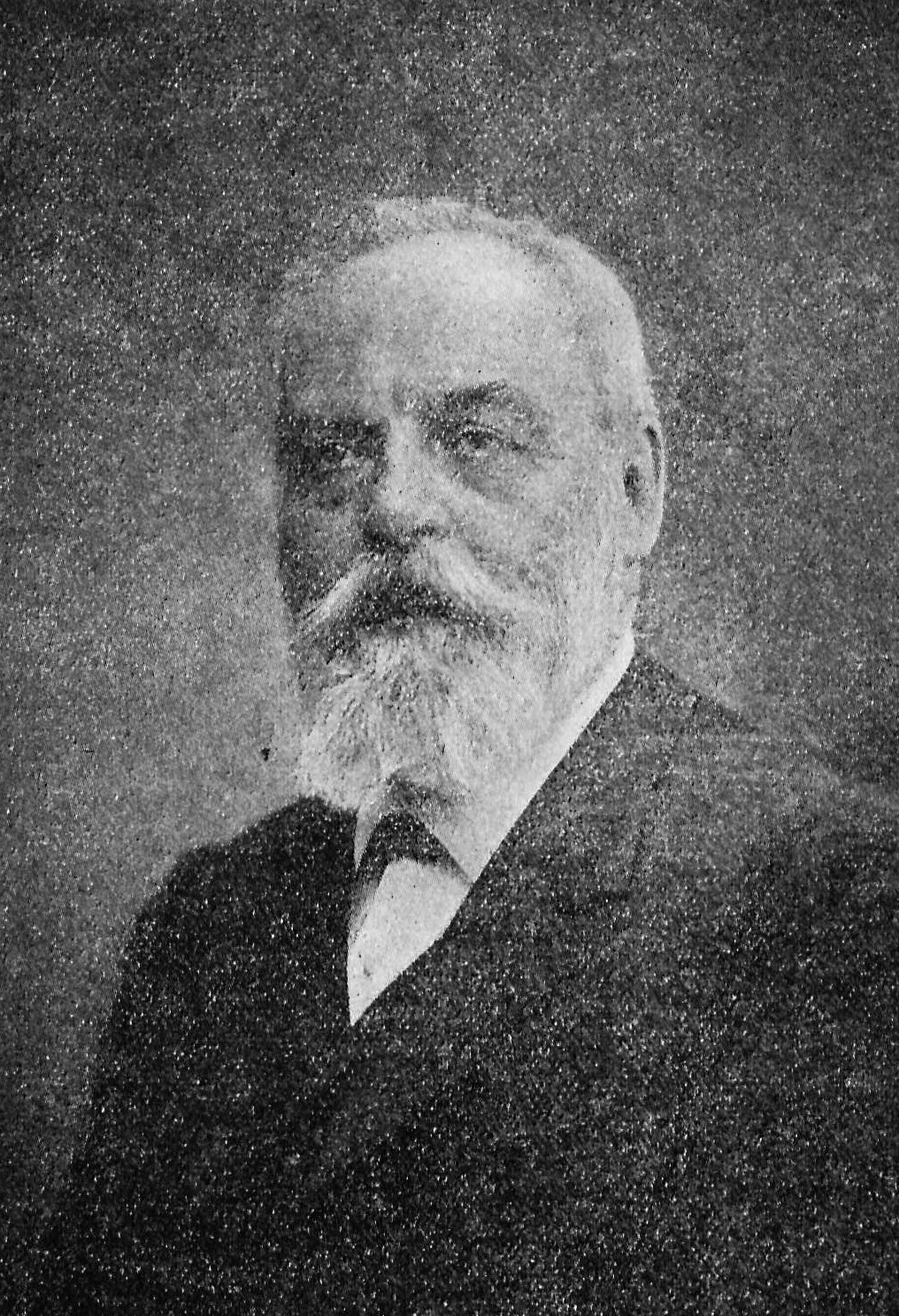
Georges Le Monnier.

- 26 mars à Laxou : Séverin Ronga, né le 19 février 1857 à Asti, bijoutier français.
- 10 juin à Nancy : Georges Le Monnier[29], né à Bordeaux le 4 mars 1843, scientifique nancéien.